# Megami Magazine
Megami Magazine (メガミマガジン Megami Magajin?) es una revista mensual japonesa que se centra en personajes bishōjo de anime y videojuegos japoneses. Es conocida por tener muchos pósteres e imágenes grandes entre sus artículos. Digital Manga Publishing lanzó recopilaciones de lo que determinaron que era lo mejor de la revista en verano de 2007.